# Национальный морской парк Закинфа
Национа́льный морско́й парк Заки́нфа (греч.  Εθνικό Θαλάσσιο Πάρκο Ζακύνθου) — национальный парк, расположенный на острове Закинф в Греции. Основан в 1999 году. Является частью проекта Natura 2000. Занимает площадь 135 км² и является местом обитания головастой морской черепахи. Первый морской парк в Средиземном море, организованный для защиты морских черепах.
Морской парк Закинф расположен на южном побережье острова Закинф и занимает часть пляжа и залива Лаганас — важнейшего места гнездования головастой морской черепахи в Средиземном море. Помимо мест гнездования парк включает в себя водно-болотные угодья озера Кери и два небольших острова Строфадес, которые расположены в 50 км к югу от острова Закинф.
Морской парк состоит из трёх морских зон (A, B, C) в заливе Лаганас, в дополнение к строго охраняемым местам гнездования. Для защиты экосистемы промысловая деятельность строго запрещена на территории каждой из морских зон.